# Ambasada Litwy przy Stolicy Apostolskiej
Ambasada Litwy przy Stolicy Apostolskiej i Zakonie Maltańskim (lit. Lietuvos Respublikos ambasada prie Šventojo Sosto ir Maltos Ordino) – misja dyplomatyczna Republiki Litewskiej przy Stolicy Apostolskiej. Ambasada mieści się w Rzymie.
Ambasador Litwy przy Stolicy Apostolskiej akredytowany jest również przy Zakonie Kawalerów Maltańskich.

## Historia
Stolica Apostolska uznała niepodległość Republiki Litewskiej w 1922. W okresie międzywojennym przy papieżu akredytowany był litewski ambasador. W 1940 Pius XII nie uznał okupacji Litwy i zezwolił na dalsze działanie ambasady, jednak później w wyniku upadku państwa litewskiego przestała ona istnieć.
Stosunki dyplomatyczne pomiędzy Stolicą Apostolską a Litwą zostały przywrócone 30 września 1991. 11 lipca 1992 pierwszy powojenny ambasador Litwy złożył papieżowi listy uwierzytelniające.
Stosunki dyplomatyczne pomiędzy Zakonem Maltańskim a Litwą nawiązano 9 lipca 1992 i od tego czasu przy Zakonie akredytowany jest litewski ambasador.